# Chlorissa rosea
Chlorissa rosea là một loài bướm đêm trong họ Geometridae.